# 楨楠畸節蜱
楨楠畸節蜱（学名：Abacarus machilus）为節蜱科畸節蜱屬下的一个种。